# Arteria interossea communis

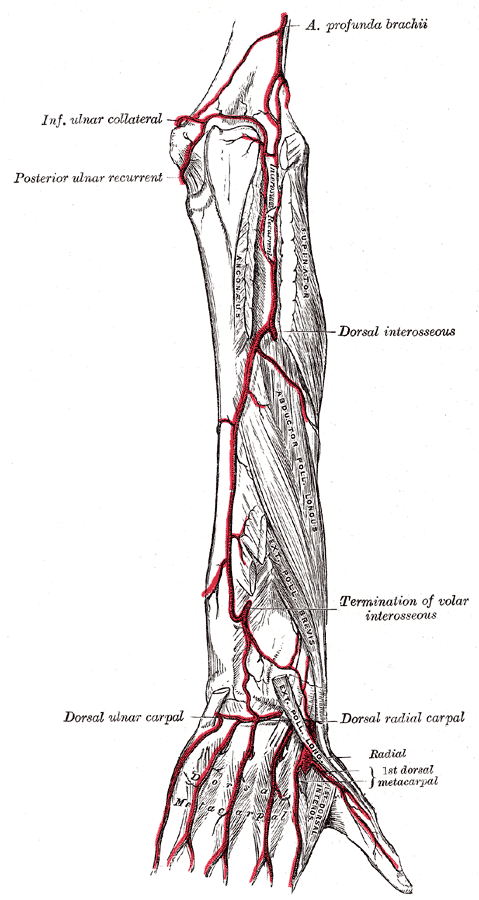
Zwischenknochenarterien am Unterarm des Menschen

Die Arteria interossea communis („gemeinsame Zwischenknochenarterie“) ist eine Schlagader des Unterarms. Beim Menschen ist sie ein Ast der Arteria ulnaris, bei den Haustieren ein Abgang aus der Arteria brachialis. Ihren Namen verdankt sie ihrer Lage im Zwischenknochenspalt (Spatium interosseum antebrachii) bzw. der syndesmotischen Verbindung zwischen Elle und Speiche (Membrana interossea antebrachii).
Die Arteria interossea communis teilt sich am Unterarm in zwei Hauptäste: Arteria interossea anterior und posterior, bei den Haustieren als Arteria interossea cranialis bzw. caudalis bezeichnet. Beide Zwischenknochenarterien anastomosieren distal im Spatium interosseum.

## Arteria interossea anterior
Die Arteria interossea anterior bzw. Arteria interossea cranialis („vordere Zwischenknochenarterie“) verläuft auf der Vorderseite der Membrana interossea antebrachii. Sie versorgt die Beugemuskeln (Flexoren) am Unterarm und entlässt Äste an das Rete carpi dorsale. Bei Wiederkäuern und Pferden ist sie der stärkere der beiden Hauptäste.

## Arteria interossea posterior
Die Arteria interossea posterior bzw. Arteria interossea caudalis („hintere Zwischenknochenarterie“) verläuft auf der Hinterseite der Membrana interossea antebrachii. Sie versorgt Streckmuskeln (Extensoren) am Unterarm und mündet in die Gefäßbögen (Arcus palmaris superficialis und Arcus palmaris profundus) am Ursprung der Mittelhandarterien. Bei Raubtieren und Schweinen ist sie deutlich stärker als die vordere.